# Andy Sonnanstine
Andrew Michael Sonnanstine (né le 18 mars 1983 à Barberton, Ohio, États-Unis) est un ancien lanceur droitier de la Ligue majeure de baseball. Il évolue avec les Rays de Tampa Bay de 2007 à 2011.

## Carrière

### Rays de Tampa Bay
Après des études secondaires à la Wadsworth Hish School de Wadsworth (Ohio), Andy Sonnanstine suit des études supérieures à la Kent State University où il joue pour les Golden Flashes en 2003 et 2004.
Il est repêché le 7 juin 2004 par les Devil Rays de Tampa Bay. 

#### Saison 2007
Après trois saisons en Ligues mineures, il débute en Ligue majeure le 5 juin 2007 et remporte sa première victoire en Majeures le 10 juin.

#### Saison 2008
Il réussit son premier blanchissage au plus haut niveau le 19 avril 2008. Il termine la saison 2008 avec 13 victoires contre 9 défaites en 32 départs. Les Rays atteignent cette année-là la Série mondiale et Sonnanstine a droit à un départ dans chaque ronde série éliminatoire. Il remporte une victoire sur les White Sox de Chicago en Série de divisions puis une autre sur les Red Sox de Boston en Série de championnat de la Ligue américaine. Il amorce la quatrième partie de la Série mondiale 2008 contre les Phillies de Philadelphie mais accorde cinq points (dont trois mérités) en quatre manches et écope de la défaite dans un revers de 10-2 des Rays.

#### Saison 2009
En 2009, il commence 18 des 22 parties auquel il prend part mais affiche une des moyennes de points mérités les plus élevées de la ligue (6,77). Il remporte six victoires contre neuf défaites. Le 17 mai 2009, un incident inusité survient dans un match contre les Indians de Cleveland. Le manager des Rays Joe Maddon commet une bourde en dressant l'alignement de départ qu'il doit remettre à l'arbitre avant la partie. Il inscrit les noms de deux joueurs, Ben Zobrist et Evan Longoria, à la position de troisième but et oublie de choisir son frappeur désigné, qui devait être Longoria. Invoquant un règlement rarement mis en application, l'arbitre décide que les Rays ont perdu leur droit à un frappeur désigné et doivent donc faire frapper leur lanceur, un choix auquel ne recourent jamais les équipes lors de matchs entre clubs de la Ligue américaine. Forcé de frapper au troisième rang de l'ordre des frappeurs, Sonnanstine est le premier lanceur à commencer un match dans l'ordre des frappeurs d'un match entre deux clubs de l'Américaine depuis le 23 septembre 1976, lorsque les White Sox de Chicago avaient inscrit au 8e rang du rôle offensif leur lanceur Ken Brett dans une partie face aux Twins du Minnesota. Sonnanstine passe trois fois au bâton et à sa dernière apparition réussit un double qui lui vaut un point produit. Le coup sûr aux dépens de David Huff est son premier dans le baseball majeur. Il est aussi le lanceur gagnant de cette partie remportée par Tampa Bay.

#### Saison 2010
Sonnanstine perd en 2010 sa place au sein de la rotation de lanceurs partants des Rays de Tampa Bay. Il n'amorce que quatre rencontres et dispute ses 37 autres matchs comme lanceur de relève. Sa moyenne de points mérités s'élève à 4,44 et il gagne trois de ses quatre décisions. Le 19 juin contre les Marlins de la Floride, il réussit son premier sauvetage dans les majeures.

#### Saison 2011
En 2011, il est recalé en ligues mineures chez les Bulls de Durham de la Ligue internationale en cours de saison. Avec les Rays, il obtient quatre départs et lance 11 parties en relève. Il perd ses deux décisions et sa moyenne est de 5,55. Pour la deuxième année de suite, les Rays le laissent de côté pour les séries éliminatoires.
Devenu agent libre, Sonnanstine signe le 26 décembre 2011 avec les Cubs de Chicago. Il est libéré en 2012 sans être revenu dans les majeures.

## Statistiques
| Saison | Équipe    | G   | GS | CG | SHO | V  | D  | SV | IP    | SO  | ERA  |
| ------ | --------- | --- | -- | -- | --- | -- | -- | -- | ----- | --- | ---- |
| 2007   | Tampa Bay | 22  | 22 | 0  | 0   | 6  | 10 | 0  | 130.2 | 97  | 5,85 |
| 2008   | Tampa Bay | 32  | 32 | 1  | 1   | 13 | 9  | 0  | 193.1 | 124 | 4,38 |
| 2009   | Tampa Bay | 22  | 18 | 0  | 0   | 6  | 9  | 0  | 99.2  | 60  | 6,77 |
| 2010   | Tampa Bay | 41  | 4  | 0  | 0   | 3  | 1  | 1  | 81.0  | 50  | 4,44 |
| Totaux | Totaux    | 117 | 76 | 1  | 1   | 28 | 29 | 1  | 504.2 | 331 | 5,24 |

| Saison | Équipe    | G | GS | CG | SHO | V | D | SV | IP   | SO | ERA  |
| ------ | --------- | - | -- | -- | --- | - | - | -- | ---- | -- | ---- |
| 2008   | Tampa Bay | 3 | 3  | 0  | 0   | 2 | 1 | 0  | 17.0 | 8  | 4,24 |
| Totaux | Totaux    | 3 | 3  | 0  | 0   | 2 | 1 | 0  | 17.0 | 8  | 4,24 |

Note: G = Matches joués ; GS = Matches comme lanceur partant ; CG = Matches complets ; SHO = Blanchissages ; 
V = Victoires ; D = Défaites ; SV = Sauvetages ; IP = Manches lancées ; SO = retraits sur des prises ; ERA = Moyenne de points mérités.